# Lídia Norberta dos Santos Martins

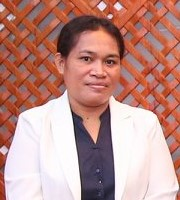
Lídia Norberta dos Santos Martins (2020)

Lídia Norberta dos Santos Martins (* 27. August 1980 in Darulete, Liquiçá, Osttimor) ist eine Politikerin aus Osttimor und Mitglied der Partei FRETILIN.

## Werdegang

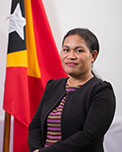
Offizielles Parlamentsfoto von Martins

Martins hat einen Abschluss in Internationalen Beziehungen des Instituto Superior de ciências sociais e politicas der Universität Lissabon.
Von November 2000 bis Januar 2001 war sie Sekretärin in der Verwaltung des Subdistrikts Bazartete der UNTAET. Von Februar bis Oktober 2007 war sie Exekutivsekretärin des Staatssekretärs im Verteidigungsministerium und von Februar 2008 bis Oktober 2008 Sekretärin des Chefe do Estado-Maior-General das Forças Armadas (CEMGFA), des Generalstabes der Verteidigungskräfte Osttimors (F-FDTL), und Leiterin der Verwaltung und Finanzen des Gemeinsamen Kommandos der Operation Halibur. Diese diente zur Ergreifung der Attentäter des 11. Februar 2008.
Von Juli 2008 bis September 2008 war Martins Programmbeauftragte des Austrália Development Scholarships und von Oktober 2008 bis Dezember 2011 Nationale Beamtin für politische Angelegenheiten der UNMIT. Es folgte eine Anstellung als Kontaktperson für die Gemeinschaft der Portugiesischsprachigen Länder (CPLP) im Außenministerium Osttimors. Von Januar 2009 bis Januar 2012 war Martins Dozentin an der Fakultät für Wirtschaftswissenschaften der Universidade Nasionál Timór Lorosa'e (UNTL). Schließlich arbeitete sie von Februar 2012 bis September 2017 als Pressesprecherin des Außenministeriums und war auch Koordinatorin der Konferenz der CPLP 2016.
Bei den Parlamentswahlen in Osttimor 2017 kandidierte Martins auf Listenplatz 18 der FRETILIN und schaffte den Einzug in das Nationalparlament Osttimors als Abgeordnete. Hier ist sie Sekretärin im Parlamentspräsidium. Am 21. September 2017 wurde Martins zur Sekretärin der parlamentarischen Kommission für Außenangelegenheiten, Verteidigung und nationale Sicherheit (Kommission B) gewählt, musste aber dann ihr Amt an Jacinto Viegas Vicente (CNRT) abgeben und ist nun nur noch einfaches Mitglied der Kommission B.
Da die Minderheitsregierung von FRETILIN und PD sich im Parlament nicht durchsetzen konnte, löste es Präsident Francisco Guterres auf und rief zu Neuwahlen auf. Martins gelang bei der Neuwahl am 12. Mai 2018 auf Platz 9 der FRETILIN-Liste der erneute Einzug ins Parlament. Martins wurde wieder Mitglied der Kommission für Außenangelegenheiten, Verteidigung und Sicherheit (Kommission B). Außerdem wurde sie am 16. Juli 2018 zur Präsidentin der Grupo Mulheres Parlamentares de Timor-Leste (GMPTL, deutsch Gruppe der Parlamentarierinnen von Osttimor) gewählt. 2020 wurde Martins neue Sekretärin des Parlamentspräsidiums.
Bei den Parlamentswahlen 2023 kandidierte Martins auf Platz 6 der Liste der FRETILIN und zog wieder in das Nationalparlament ein.